# Högbo GIF
Högbo GIF är en skid- och friidrottsklubb i Högbo utanför Sandviken.
Klubben bildades 1935 och har genom åren bedrivit flera idrotter såsom skidskytte, cykel, orientering, längdskidåkning och gymnastik.
Friidrotten bedrevs under många år på Norra IP men sedan 2008 på BJ-Arena.
Skidorna bedriver sin verksamhet i Högbo.
Det är flera av Högbo GIF:s aktiva som nått stora framgångar inom sin idrott. 
- Matti Kuosku har bland annat vunnit Vasaloppet.
- Meeri Bodelid har representerat Sverige i tre OS, 1972, 1976 och 1980 och tre VM, 1970, 1974 och 1978. 1981 var hon den snabbaste kvinnan i Vasaloppet. Hon har genomfört 25 maraton. I triathlon har Meeri har ett EM-lagguld och individuellt brons som bästa prestation. Hon är ensam om i Sverige att inneha SM-guld i tre olika grenar, längdskidåkning, cykel och marathon.
- Albin Johansson Har representerat Högbo GIF i Ungdoms-SM i Friidrott där han bland annat placerade sig som tredje man inom Diskuskastning Bland Män 15 år, med ett kast på 46,79.

## Bessemerloppet
Bessemerloppet är en längdskidåknings tävling som genomförs varje år på Högbo Bruks område två veckor före Vasaloppet och anordnas av Högbo GIF.